# Wieland Wagner
Wieland Wagner (5. januar 1917 i Bayreuth – 17. oktober 1966 i München) var en tysk operainstruktør og scenograf. Han var uddannet maler og musiker. Wieland Wagner var søn af Siegfried Wagner og Winifred Wagner, og dermed barnebarn af Richard Wagner.
Som leder af Bayreuther Festspiele fra 1951 har han æren for indførelsen af en ny, post-moderne stil i opførelsen af Wagners operaer. Et abstrakt scenesprog og en suggestiv lysregi satte musikken i første række. Han arbejdede med sin tids bedste sangere og dirigenter.
I 1965 blev han tildelt ordenen Pour le Mérite. Han døde af lungekræft i 1966. Efter hans død ledede broderen Wolfgang festspillene alene.